# 伊集院町郡
伊集院町郡（いじゅういんちょうこおり）は、鹿児島県日置市の大字。旧薩摩国日置郡伊集院郷郡村、日置郡中伊集院村大字郡、日置郡伊集院町大字郡。郵便番号は899-2504。伊集院町郡一丁目から伊集院町郡二丁目及び伊集院町郡がある。人口は2,970人、世帯数は1,224世帯（2015年10月1日現在）。

## 地理
日置市の東部、神之川中流域に位置している。字域の北方には伊集院町下神殿、北方から東方にかけては伊集院町麦生田、東方には伊集院町清藤、南方には伊集院町猪鹿倉、南方から東方にかけては伊集院町徳重、伊集院町徳重一丁目、伊集院町徳重二丁目、伊集院町徳重三丁目、東方には伊集院町妙円寺がそれぞれ接している。
字域の中央部を鹿児島県道37号伊集院日吉線が通っており、伊集院高校前交差点では鹿児島県道304号仙名伊集院線と分岐し、県道37号は進路を北東に変え、国道3号に合流する。県道304号は北方に進み薩摩川内市方面へ向かう。
字域の南部には日置市役所及び伊集院文化センター、日置市伊集院総合体育館、鹿児島県立伊集院高等学校が所在している。南東部には南九州カントリークラブが所在している。

### 河川
- 神之川

## 歴史

### 成立から町村制施行まで
古くはこの地に日置郡衙が所在しており、江戸時代以前は郡本と称されていた。江戸時代には薩摩国日置郡伊集院郷（外城）のうちであった。村高は天明8年の「由緒再撰調」では1,047石余、「天保郷帳」では1,137石余、「旧高旧領取調帳」では975石余であった。

### 町村制施行以降
1889年（明治22年）4月1日に町村制が施行されたのに伴い、伊集院郷のうち中部の区域より中伊集院村が成立し、中伊集院村の大字「郡」となった。公立小学校が村域の中央部に位置していたが、1900年（明治33年）に伊集院尋常小学校（現在の日置市立伊集院小学校）に編入された。1922年（大正11年）に中伊集院村が町制施行し、伊集院町の大字となった。
1979年（昭和54年）10月8日に妙円寺団地の区域にあたる区域において大字が設置され、大字郡のうち字立野・宇都平・中迫・分亀・舟床原・木原迫・中木原・木原ノ原、大字徳重（現在の伊集院町徳重）のうち字西原・内尾迫・一本松・大木原・鬼ヶ瀬戸・長迫・平原ノ上、大字野田（現在の伊集院町野田）のうち字小堀・東原、大字下神殿（現在の伊集院町下神殿）のうち字尾見鳥の各一部より妙円寺一丁目が設置された。
1997年（平成9年）には大字徳重字北俣の一部を大字郡字前田、大久保に編入し、大字郡字枦田、大久保、濱川原、森ノ巣、八反田、大廻、西古川、東古川、鳥田、筒木の区域より「郡一丁目」、大字郡字前田、大久保、森ノ巣、大廻、新海の区域より「郡二丁目」が設置された。
2005年（平成17年）5月1日に伊集院町が日置郡東市来町、吹上町、日吉町と合併し日置市が成立した。この合併に先立って設置された法定合併協議会である「日置中央合併協議会」において大字名については「字の区域は、現行どおりとし、現行の字の名称の前に当該字の属する合併前の町の名称を付し、字の名称を変更する。」と協定された。合併日の2005年（平成17年）5月1日に鹿児島県の告示である「 字の名称の変更」が鹿児島県公報に掲載された。この告示の規定に基づき即日大字の名称変更が行われ、大字名が「郡」から「伊集院町郡」に改称された。
2015年（平成27年）7月24日に伊集院町徳重、伊集院町猪鹿倉、伊集院町郡の各一部の区域を事業区域とする伊集院都市計画事業徳重土地区画整理事業が換地処分され、翌日の7月25日には字界及び地番変更が行われ、伊集院町郡及び伊集院町猪鹿倉、伊集院町徳重の各一部より伊集院町徳重一丁目が設置された。

### 字域の変遷
| 実施後                       | 実施年             | 実施前                 |
| ---------------------------- | ------------------ | ---------------------- |
| 大字妙円寺一丁目（新設）     | 1979年（昭和54年） | 大字郡（一部）         |
| 大字妙円寺一丁目（新設）     | 1979年（昭和54年） | 大字徳重（一部）       |
| 大字妙円寺一丁目（新設）     | 1979年（昭和54年） | 大字野田（一部）       |
| 大字妙円寺一丁目（新設）     | 1979年（昭和54年） | 大字下神殿（一部）     |
| 大字郡字前田、大久保（編入） | 1997年（平成9年）  | 大字徳重字北俣（一部） |
| 郡一丁目（新設）             | 1997年（平成9年）  | 大字郡（一部）         |
| 郡二丁目（新設）             | 1997年（平成9年）  | 大字郡（一部）         |
| 伊集院町徳重一丁目（新設）   | 2015年（平成27年） | 伊集院町徳重（一部）   |
| 伊集院町徳重一丁目（新設）   | 2015年（平成27年） | 伊集院町郡（一部）     |
| 伊集院町徳重一丁目（新設）   | 2015年（平成27年） | 伊集院町猪鹿倉（一部） |

## 人口

### 丁目・字別
伊集院町郡・伊集院町郡一丁目・伊集院町郡二丁目の人口は以下のとおりである。
| 丁目・字         | 人口  | 世帯数 |
| ---------------- | ----- | ------ |
| 伊集院町郡       | 2,468 | 1,140  |
| 伊集院町郡一丁目 | 346   | 139    |
| 伊集院町郡二丁目 | 156   | 50     |

### 国勢調査
以下の表は国勢調査による小地域集計が開始された1995年以降の人口の推移である。
| 統計年             | 統計年 | 人口  | 人口 |
| ------------------ | ------ | ----- | ---- |
| 1995年（平成7年）  | [ 14 ] | 2,753 |      |
| 2000年（平成12年） | [ 15 ] | 2,882 |      |
| 2005年（平成17年） | [ 16 ] | 2,872 |      |
| 2010年（平成22年） | [ 17 ] | 2,839 |      |
| 2015年（平成27年） | [ 3 ]  | 2,970 |      |

## 施設

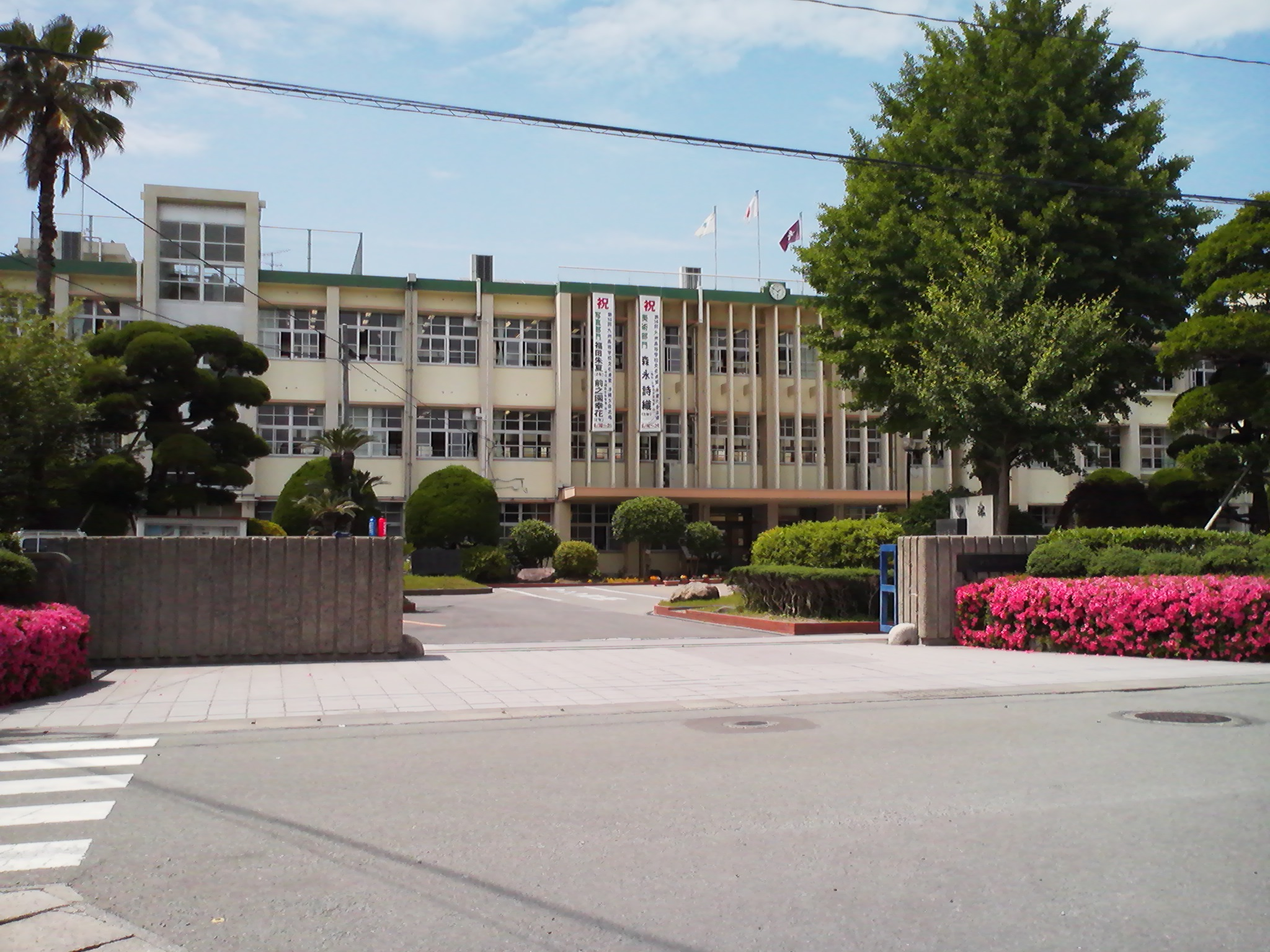
鹿児島県立伊集院高等学校

### 公共
- 日置市役所
- 伊集院文化会館
- 日置市伊集院総合体育館

### 教育
- 鹿児島県立伊集院高等学校
- あづま保育園
- 第二白百合保育園

### 郵便局
- 郡簡易郵便局[18]

### 寺社
- 熊野神社
- 九玉神社

## 小・中学校の学区
市立小・中学校に通う場合、学区（校区）は以下の通りとなる。
| 大字             | 番地 | 小学校               | 中学校               |
| ---------------- | ---- | -------------------- | -------------------- |
| 伊集院町郡一丁目 | 全域 | 日置市立伊集院小学校 | 日置市立伊集院中学校 |
| 伊集院町郡二丁目 | 全域 | 日置市立伊集院小学校 | 日置市立伊集院中学校 |
| 伊集院町郡       | 全域 | 日置市立伊集院小学校 | 日置市立伊集院中学校 |

## 交通

### 道路
主要地方道
- 鹿児島県道37号伊集院日吉線

一般県道
- 鹿児島県道304号仙名伊集院線